# 离子色谱法

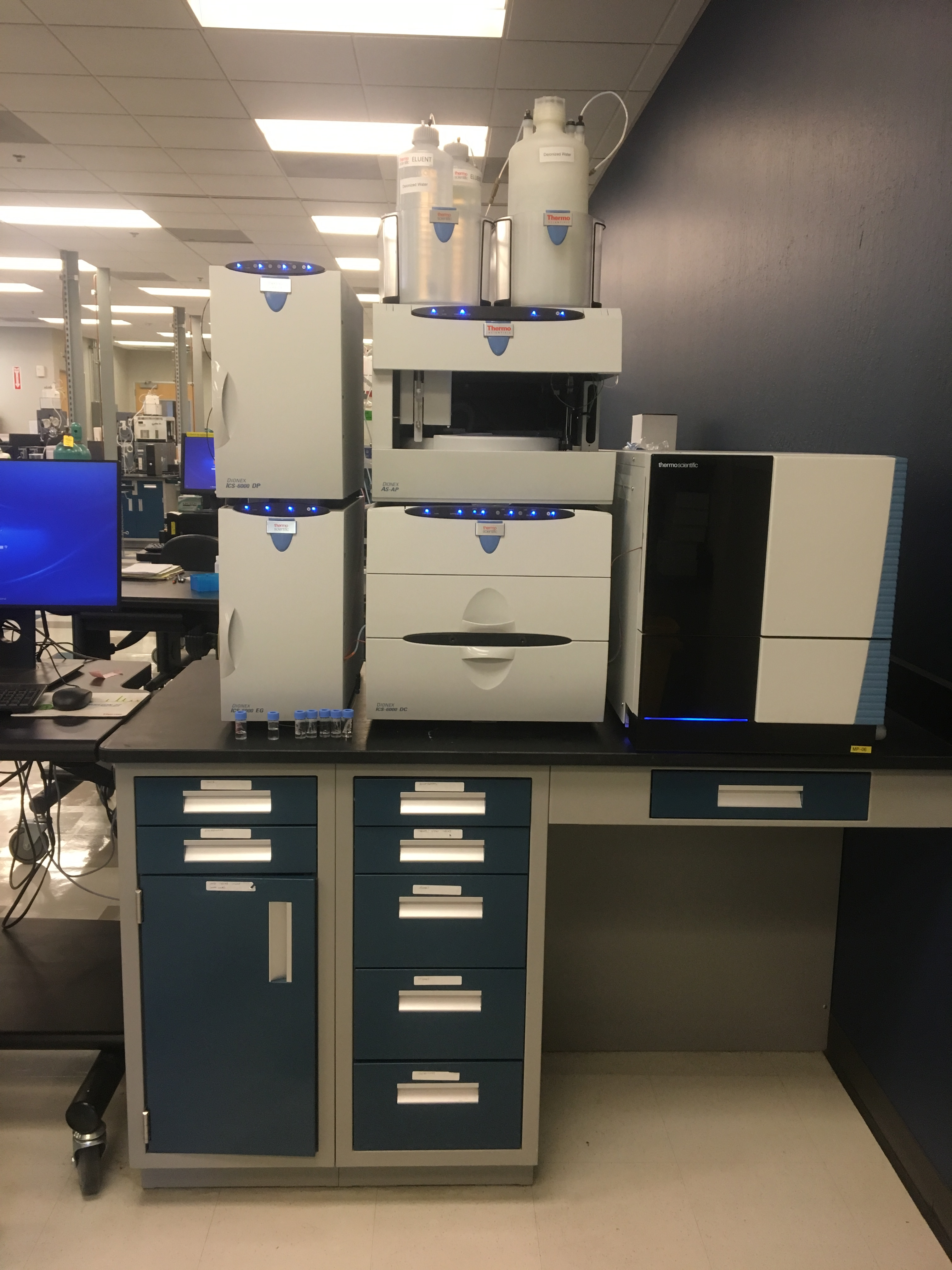
一台离子色谱法仪器

离子色谱法（或离子交换色谱法）是一种根据离子和可电离极性分子与离子交换剂不同的的亲和力来分离它们的方法。它适用于大部分类型的带电分子，包括小无机阴离子、大蛋白质分子、小核苷酸、和氨基酸。然而，离子色谱法必须在距离蛋白质等电点1个pH单位的条件下进行。

## 历史
离子色谱法通过多年的经验积累而逐步发展。自1947年，Spedding和Powell开始使用置换离子交换色谱法分离稀土。此外，他们还展示了氨中14N和15N同位素的离子交换分离。20世纪50年代初，Kraus和Nelson 展示了多种金属离子分析方法的使用，这些方法依赖于通过阴离子色谱法分离氯化物、氟化物、硝酸盐或硫酸盐络合物。从1960年到1980年，工业界逐步引入了自动在线检测以及用于金属离子分离的新型色谱方法。陶氏化学公司的Small，Stevens和Bauman的开创了现代离子色谱法。如今人们可以通过抑制电导率检测系统有效分离阴离子和阳离子。1979年，Gjerde等人提出了一种采用非抑制电导检测的阴离子色谱方法。

## 原理
离子交换色谱根据分子各自的带电基团来分离分子。离子交换色谱基于库仑（离子）相互作用将分析物分子保留在色谱柱上。离子交换色谱基质由带正电和带负电的离子组成。

## 用途

### 水质检测
离子色谱法被用于高纯水的离子分析，饮用水水质分析，几各种水中离子和金属盐的检测。

### 医学用途
离子色谱法的使用可以在银化色谱法中看到。通常，银和含有炔键和烯键的化合物具有非常弱的相互作用。这种现象已在烯烃化合物上进行了广泛的测试。烯烃与银离子形成的离子络合物很弱，并且是基于pi、sigma 和d轨道的重叠而形成的，因此可用电子不会导致双键发生真正的变化。利用银离子操纵这种行为，将混合物中的脂质（主要是脂肪酸）分离成具有不同数量双键的级分。离子树脂用银离子浸渍，然后暴露于各种酸（硅酸）中以洗脱不同特性的脂肪酸。

### 工业应用
自 1975 年以来，离子色谱法已广泛应用于许多工业领域。主要有益优点是可靠性、非常好的准确度和精密度、高选择性、高速度、高分离效率和低成本耗材。与离子色谱相关的最重要的发展是新的样品制备方法；提高分析物分离的速度和选择性；降低检测限和定量限；扩大应用范围；制定新的标准方法；小型化并扩大了一组新物质的分析范围。允许对电镀液的电解质和专有添加剂进行定量测试。它是定性赫尔槽测试或不太准确的紫外线测试的进步。可以测量离子、催化剂、光亮剂和促进剂。离子交换色谱法已逐渐成为一种广泛知晓的通用技术，用于检测阴离子和阳离子物质。针对各种感兴趣的领域，特别是制药行业，已经开发或正在开发用于此类目的的应用程序。近年来，离子交换色谱在药物中的使用不断增加，2006年，美国药典国家处方集（USP-NF）中正式添加了有关离子交换色谱的章节。此外，在2009年发布的USP-NF中，美国药典使用两种技术对离子色谱进行了多种分析：电导率检测以及脉冲电流检测。这些应用大多数主要用于测量和分析药物中的残留限量，包括检测草酸盐、碘化物、硫酸盐、氨基磺酸盐、磷酸盐以及包括钾和钠在内的各种电解质的限量。 2009 年版 USP-NF 总共发布了 28 种用于分析活性化合物或活性化合物成分的检测方法，使用电导率检测或脉冲电流检测。

### 药品研发
离子色谱法用于药物产品开发和质量控制测试的不同方面。例如，该方法可以提高药物活性药物分子的稳定性和溶解度特性，并且可以用于检测对有机溶剂具有更高耐受性的系统。离子色谱法已用于测定分析物，作为溶出度测试的一部分。例如，钙溶解测试表明，介质中存在的其他离子可以在它们之间很好地分解，也可以与钙离子分解。因此，离子色谱法已应用于片剂和胶囊剂形式的药物中，以确定药物随时间溶解的量。离子色谱法还广泛用于药物制剂中使用的赋形剂或非活性成分的检测和定量。由于这些极性基团在离子柱中得到解析，因此可以通过离子色谱法检测此类制剂中的糖和糖醇。离子色谱法还用于分析原料药和产品中的杂质。对不属于药物化学实体的杂质或任何成分进行评估，并提供有关患者每天应服用的最大和最小药物量的见解。